# روسلسهايم أم ماين
رُسِلهَيم أو روسلسهايم أم ماين (بالألمانية: Rüsselsheim) هي مدينة و بلدة ألمانية تقع في ألمانيا في غروس-غيراو. يقدر عدد سكانها بـ 59,203 نسمة .

## المدن التوأمة
مدن رغبي (وركشير)، فَركَوس، كِشكاميت و إفرو هي مدن توأمة لروسلسهايم أم ماين.

## أعلام
- نوربرت بلوم
- أوليفر هارتمان
- ويلهلم فون أوبل
- أوي هيس
- آدم أوبل
- بريتا بيكر